# Campylobacterales
Campylobacterales es un orden de bacteria. Se incluyen en la división epsilon junto con la pequeña familia Nautiliaceae.
Uno de los géneros más representativos es Campylobacter, que puede ser patógeno o no, pudiendo producir enteritis inflamatoria que se transmite a través de alimentos o agua y que puede afectar a animales y a humanos.
Entre las especies más importantes pueden estar:
Campylobacter fetus: afectan  animales principalmente, pero en humanos pueden causar infecciones intestinales con ciertas diarreas. Provocan abortos en ovejas y en otros tipos de ganado.
-Campylobacter jejuni: afectan principalmente animales pero indirectamente puede afectar a los humanos cuando se  ingieren alimentos mal desinfectados o mal cocinados, contaminados con esta bacteria y pueden producir diarreas. También provoca abortos en ovejas como en el caso de Campilobacter fetus.
Otro género importante es Helicobacterium, el cual abarca a varias especies, pero en particular la más importante es Helicobacterium pylori. Este causa una alteración de la mucosa del estómago por una serie de toxinas que produce al momento de establecerce en el estómago, impregnando sus flagelos a la mucosa estomacal, es causante de problemas gastrointestinales y de igual forma de enfermedades de hígado en humanos, gatos, perros y otros mamíferos.